# Sascha Koch
Sascha Koch (* 15. März 1978 in Ludwigshafen am Rhein) ist ein deutscher Fußballtrainer, Scout und Berater und ehemaliger Fußballspieler.

## Spielerkarriere
Sascha Koch spielte in der Jugend beim FSV Oggersheim und dem Ludwigshafener SC. Im Alter von 15 Jahren wechselte er in die Jugend des 1. FC Kaiserslautern. Er war 25-facher Jugendnationalspieler.
1997 kam der Mittelfeldspieler von den Amateuren des 1. FC Kaiserslautern zum Regionalligisten SV Waldhof Mannheim.
Für die Blau-Schwarzen absolvierte der Ludwigshafener zehn Ligaspiele und vier Pokalspiele. Dabei schoss er jeweils ein Tor in der Liga, im DFB-Pokal sowie im BFV-Pokal.
Nach nur einem Jahr in Mannheim zog es Koch in den Westen der Republik. Bei Alemannia Aachen konnte er 1999, ohne auch nur ein Spiel zu bestreiten, den Aufstieg in die 2. Bundesliga feiern. Verletzungen warfen Koch dort immer wieder zurück. So auch ein Jahr später in der 2. Liga. Hier wurde er beim 2:2 im Spiel gegen den Chemnitzer FC in der 75. Minute von Trainer Eugen Hach eingewechselt und kam somit zum einzigen Profieinsatz in seiner Laufbahn.
Verletzungsbedingt musste Koch seine aktive Karriere im Jahr 2000 bereits mit 22 Jahren beenden und wurde Sportinvalide.

## Funktionärskarriere
Nach seiner Sportinvalidität kehrte Koch 2000 zunächst als A-Jugendtrainer zu seinem Stammverein FSV Oggersheim zurück. 2003 wurde er Chefcoach der Oggersheimer und konnte als Trainer im Laufe der Jahre zwei Aufstiege aus der Verbandsliga bis in die damals drittklassige Regionalliga feiern. Gegen Ende der Saison 2008/09 zog sich der Verein aus der nunmehr viertklassigen Regionalliga zurück und meldete Insolvenz an, weshalb das gesamte Profiteam mit Trainer den Verein verlassen musste. 2009 wurde Koch als Trainer beim Regionalligisten Wormatia Worms vorgestellt. Nach nur 14 Regionalligaspielen und einem Sieg wurde er wieder entlassen.
Im Januar 2010 hospitierte Koch beim 1. FC Kaiserslautern. Im Jahr 2011 hat er an der Sporthochschule Köln die Fußballlehrer-Lizenz erworben. Seit Dezember 2011 arbeitet er als Berater bei der Leverkusener Sportagentur toranas. Im Juli und August 2010 hospitierte Sascha Koch zum zweiten Mal beim FCK.
Zu Beginn der Saison 2013/14 wurde Sascha Koch von der TSG Hoffenheim als Trainer angestellt, um die durch den Trainer Markus Gisdol aussortierten Profis, unter anderem Tim Wiese, Eren Derdiyok, Tobias Weis und Edson Braafheid, innerhalb einer von dem Hauptkader abgetrennten „Trainingsgruppe 2“ zu trainieren, eine Vorgehensweise, die in der Öffentlichkeit hart kritisiert wurde. Mit der Auflösung der Trainingsgruppe wurde auch Koch entlassen.
Zur Saison 2016/17 wurde er als Talentsichter beim Bundesligisten Bayer 04 Leverkusen eingestellt. Im Januar 2017 wurde Koch von seinen Aufgaben entbunden. Im März 2017 übernahm er denselben Posten beim VfB Stuttgart.

## Erfolge
FSV Oggersheim
- Aufstieg in die Verbandsliga Südwest: 2004
- Aufstieg in die Oberliga Südwest: 2005
- Aufstieg in die Regionalliga Süd: 2007